# ツァンダ県
ツァンダ県（ツァンダけん）は中華人民共和国チベット自治区ガリ地区に位置する県。

## 行政区画
1鎮、6郷を管轄：
- 鎮：托林鎮
- 郷：薩譲郷、達巴郷、底雅郷、香孜郷、曲松郷、楚魯松傑郷